# William Rawson
William Stepney Rawson (Città del Capo, 13 ottobre 1854 – 4 novembre 1932) è stato un calciatore sudafricano naturalizzato inglese, di ruolo difensore.

## Carriera

### Nazionale
Ha collezionato due presenze con la maglia della Nazionale inglese.